# Letteratura postcoloniale
Letteratura postcoloniale è un'espressione che può indicare due diverse categorizzazioni letterarie:
- secondo alcuni corrisponde a tutta la produzione letteraria in qualche modo in contrapposizione a tutto ciò che vi era di "coloniale", cioè legato ad un'egemonia politica, linguistica e culturale delle potenze coloniali europee sulle colonie;
- secondo altri il "postcoloniale" va inteso in senso cronologico, riferendosi a tutto ciò che viene prodotto nel periodo successivo a quello coloniale.

## La nascita del postcolonialismo
Quando, nei primi anni Settanta, il Premio Nobel per la letteratura venne conferito all'australiano Patrick White, molti pensarono che fosse stato premiato un inglese. Ogni possibilità d'equivoco svanì però, quando il Nobel andò a Wole Soyinka, ai sudafricani Nadine Gordimer e J. M. Coetzee, al caraibico Derek Walcott. L'indiano di Trinidad V. S. Naipaul e l'indiano dell'India Amitav Ghosh, la portoricana Giannina Braschi, la canadese Margaret Atwood e il nigeriano Chinua Achebe, per non parlare di Salman Rushdie, sono universalmente riconosciuti come alcuni dei maggiori scrittori di lingua inglese della seconda metà del Novecento. Quel che più conta è che questi autori non sono figure isolate, ma esponenti di spicco di una moltitudine di voci affascinanti e diversissime, unite però dalla stessa lingua, che si sono levate dagli angoli più lontani del globo per comunicare il proprio mondo con gli strumenti e le forme della letteratura.
Gli studiosi che per primi s'occuparono di quelle voci dovettero superare non solo la diffidenza dell'accademia, ma anche la loro stessa difficoltà nel trovare una categoria critica che comprendesse, dandole così forza, la varietà delle esperienze letterarie che intendevano valorizzare.
Negli anni Settanta, si consolidò l'etichetta letteratura del Commonwealth, che aveva fornito il nome alla prima e tuttora più affidabile rivista del settore, il Journal of Commonwealth Literature, e alle prime cattedre che nelle università anglosassoni erano state dedicate all'insegnamento e allo studio della neonata disciplina.

## La posizione di Salman Rushdie sul postcolonialismo

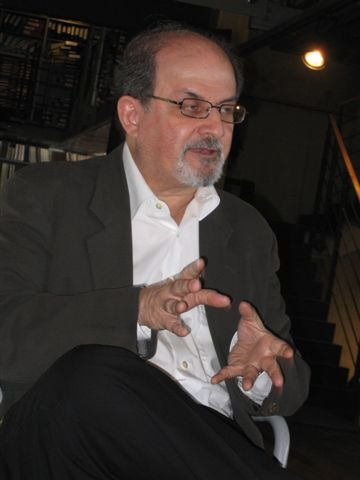
Salman Rushdie

La definizione, così com'è stato osservato provocatoriamente da Salman Rushdie in un saggio del 1983 (Non esiste una letteratura del Commonwealth), era imprecisa storicamente, ancor prima che criticamente, ed era piuttosto sospetta: “un concetto segregazionista da un punto di vista topografico, nazionale e magari anche razziale”.

Rushdie ragionava invece intorno ad un'ipotesi assai diversa, che da un lato rilevava le enormi diversità esistenti tra gli scrittori del Commonwealth e dall'altro ne ritrovava la vicinanza nell'uso della stessa lingua letteraria. E poiché per lui “letteratura inglese” aveva sempre significato semplicemente letteratura scritta in inglese con varie diramazioni, indiana, australiana, canadese e così via.

Nelle conclusioni, suggestivamente, Rushdie immaginava una specie d'unità nella diversità delle varie diramazioni: “Per quanto concerne la letteratura inglese, ritengo che se tutte le letterature inglesi potessero venir studiate insieme, emergerebbe una forma in grado di riflettere effettivamente la nuova dimensione della lingua del mondo”.
La sua posizione è rimasta l'intuizione di uno scrittore, che la critica ha preferito ignorare. Per la verità nulla vieta d'affrontare come parte dello studio della letteratura inglese moderna gli autori delle varie diramazioni, conferendo loro tutto il rilievo che ad essi compete (il timore è quello di favorire involontariamente una soluzione anglo-centrica, un annullamento delle diversità attraverso un'appropriazione imperialistica da parte dell'ex-Impero). 

## La posizione di Bruce King sul postcolonialismo
Uno dei primi saggi sull'argomento, Literatures of the world in English (1974), a cura di Bruce King, aveva prospettato una specie di mosaico di letterature in inglese, sottolineandone però la diversità. Esse facevano sì riferimento ad un comune retroterra culturale e letterario britannico, ma era legittimo distinguerle per aree nazionali a partire dalla considerazione che i critici dei paesi di lingua inglese avevano da tempo cercato di definire nazionalmente le loro letterature (in base a caratteristiche distintive nell'uso della lingua, al rapporto con la comunità che le esprimeva, alla presenza d'aspetti culturali e tematici tipici) per affermare così la propria identità, per riconoscersi non come parte di un ex-Impero ma come collettività autonoma, con una propria produzione artistica e un proprio profilo letterario.                               

## Le distinzioni nell'ambito della letteratura postcoloniale
Indipendentemente dal fatto che si ragioni in termini di letterature nazionali o meno, è però necessario operare una distinzione tra di esse in base ad un fattore storico-linguistico d'importanza decisiva. È la distinzione tra:
- i paesi in cui l'inglese è la lingua nazionale parlata da una popolazione che nella quasi totalità è d'origine europea
- i paesi in cui l'inglese, la lingua dell'Impero, è una seconda lingua, capita da molti ma scritta da un'élite, affiancatesi a quelle parlate dalle popolazioni locali.

Questa distinzione è già presente in un lontano saggio di D. E. S. Maxwell, Landscape and Theme (1965), che distingueva tra settler colonies – il Canada, l'Australia e la Nuova Zelanda – in cui il paese era stato occupato dai colonizzatori europei che l'avevano sottratto alle popolazioni indigene, distruggendole quasi completamente, e invaded colonies – come l'India e la Nigeria – in cui la presenza britannica era stata unicamente limitata alle necessità del dominio.

In entrambi i casi però, secondo Maxwell, si era verificata una separazione tra luogo e linguaggio, una disgiunzione tra le caratteristiche fisiche dei luoghi e le esperienze che in essi si sviluppavano e il linguaggio con cui esse venivano espresse. Nel primo caso lo scrittore portava la propria lingua in un ambiente ad essa estraneo. Nel secondo caso ricorreva ad una lingua non sua, estranea alla sua tradizione culturale, per descrivere il proprio ambiente.

## Il Sudafrica
Lo schema di Maxwell lasciava fuori il Sudafrica, i cui autori bianchi possono essere assimilati a quelli delle settler colonies e i cui scrittori neri possono fare tutt'uno con quelli degli altri paesi africani. E lasciava fuori le Indie occidentali, dove le popolazioni indigene erano state annientate e dove l'inglese, la lingua importata, era stata imposta dal dominio britannico agli schiavi africani prima e agl’indentured labourers indiani poi; e dove quindi il linguaggio, estraneo al luogo ed ai suoi abitanti, si configurerebbe come doppiamente alieno.

## Differenze di linguaggio
La distinzione tra le settler colonies e gli altri paesi, anche se non si vuole seguire il discorso critico di Maxwell, rimane comunque un punto di partenza obbligato. Nell'un caso gli autori, che scrivono in inglese, scrivono nella propria lingua, nella lingua della comunità a cui appartengono e che è la lingua del loro paese (il che facilita l'affermarsi dell'idea di una letteratura nazionale e, nel giro di qualche decennio, di un suo canone). Negli altri casi gli scrittori usano una lingua che non è la loro lingua madre e che non è la lingua della loro comunità e del loro paese: è una lingua storicamente imposta dall'Impero, e spesso rimasta come lingua franca tra le diverse etnie dello stesso paese, che – per usare le parole di Rushdie – gli scrittori scelgono d'usare facendola propria, rielaborandola e addomesticandola.

## Differenze contenutistiche
Altrettanto marcata, naturalmente, è la differenza sul piano tematico e contenutistico tra la produzione letteraria degli scrittori delle settler colonies e delle invaded colonies.

Il rapporto con l'Inghilterra e l'aspirazione all'indipendenza nel periodo coloniale e, in quello successivo, il rapporto col proprio passato – sia in sé, sia rispetto al presente – hanno accenti lontanissimi, tanto lontani quanto lo era la realtà del dominio coloniale negli uni e negli altri paesi. Comune è l'esperienza di essere stati sudditi dell'Impero nelle colonie.

Diversissima la natura della sudditanza (essere un bianco in Nuova Zelanda non aveva nulla a che fare con l'essere africano in Nigeria), diversi anche i modi di definizione della propria identità – la differenza e la ricerca delle radici in India, Africa, Caraibi; la continuità e al tempo stesso il contrasto fra madrepatria e colonia in Canada, Australia e Nuova Zelanda. Gli studi sulle letterature in inglese, anche quando ne davano un ritratto unitario, hanno sempre tenuto conto di queste radicali diversità. Ma molto forte è sempre stata la tendenza a trovare fra di esse dei caratteri unificanti, che consentissero di contrapporle nel loro insieme alla letteratura inglese.

## Gli elementi comuni
L'intento della critica fu quello di trovare tra di esse paralleli tematici modelli strutturali ricorrenti che in parte coincidessero. Nell'analisi del canadese W. H. New, caratteristiche comuni erano la condizione dell'esilio, il conflitto razziale, lo sradicamento dell'emigrazione, che fluivano dell'esperienza collettiva nella comunicazione letteraria.

Il tema dell'esilio è quello che ha avuto maggior peso critico. Alcuni lo indicarono quale elemento centrale ed unificante tra autori africani e caraibici, individuando nell'esilio culturale e linguistico la condizione comune e l'uguale rilevanza letteraria fra gli scrittori delle Indie occidentali e del continente africano. E ci fu chi concepì la categoria dell'esilio come fondamento dell'opera di molti degli autori più significativi delle letterature in inglese, non solo caraibici ed africani, ma anche australiani e neozelandesi.
Il realismo magico, almeno per quanto concerne la narrativa, ha spesso offerto una chiave di lettura unitaria, soprattutto agli occhi di quella critica che, sotto la forte suggestione dell'affermazione latinoamericana, ha pensato di poter individuare in quella forma narrativa la comune espressione di tutte le ex-colonie degli ex-imperi. L'etichetta di realismo magico è stata spesso usata come un comodo passepartout; e se appare pienamente giustificata nel caso di un romanzo come The last Harmattan of Alusine Dunbar di Syl Cheney-Cooker, diventa stucchevole e peregrina rispetto a tutta una serie d'altri lavori a cui è stata precipitosamente applicata.         
Un aspetto senza dubbio comune fu quello emergente nella fase dell'indipendenza, quando si pose il problema di come fare i conti con l'eredità coloniale e di come acquisire una propria identità: non più sudditi di una colonia, ma cittadini del proprio paese. Addirittura il problema poteva essere quello di costruire (nell'immaginario collettivo, almeno come aspirazione) l'idea stessa di nazione e d'identità nazionale: era il compito che, con efficace espressione, è stato chiamato imagining the nation e che negli scrittori dei luoghi più diversi si è spesso concretizzato nella forma narrativa di tipo fantastico-leggendario.

## Il postcolonialismo e il rapporto con il passato
Il rapporto con la storia e col passato è stato assolutamente centrale. Nelle invaded colonies il materiale elaborato dallo scrittore era ricavato dalla storia coloniale, dalla quotidianità dello sfruttamento e dai momenti alti delle rivolte, dalle testimonianze delle grandi figure della lotta anticoloniale e dalla vita degli anonimi sudditi immersi nel contrasto tra i propri valori e la cultura dei dominatori.

Ma anche nelle settler colonies c'è stato un simile lavoro di scavo nella storia coloniale (che mette poi in campo la questione cruciale del rapporto con gl'indigeni); e c'è stata, pur nella diversità, una simile opera di recupero (retrieval è un'altra categoria chiave) di elementi del passato coloniale identificati come fondanti della nuova identità. Anche in seguito, comunque, fino ai lavori più recenti, quest'aspetto è stato fortemente presente in tutte le letterature in inglese. Com'è giusto che sia. Per tutti la consapevolezza delle proprie radici e della propria storia rappresenta un bene prezioso; in particolare per chi le ha viste nascondere o addirittura negare.
Negli ultimi vent'anni del Novecento, lo sviluppo delle letterature in inglese si è accompagnato ad una crescita altrettanto consistente della produzione critica su di esse. Al punto che talvolta l'elaborazione teorica ha finito con l'oscurare la ricchezza di varietà della produzione letteraria.

Della prima non c'è necessità di dar conto in questa sede. Tuttavia non è possibile ignorare il lavoro dovuto a tre studiosi australiani, Bill Ashcroft, Gareth Griffin e Helen Tiffin, che con il loro saggio The Empire writes back (1989) hanno offerto una strategia di lettura delle letterature in inglese di notevole interesse e di grandissimo successo critico. Il saggio sottolinea con forza che ciò che esse hanno in comune, al di là dei caratteri regionali, è d'essere sorte dall'esperienza coloniale e d'essersi formate e definite rispetto/contro la potenza imperiale.

Da questa premessa discende l'aggettivo che le accomuna e le caratterizza: postcoloniale. L'aggettivo, diventato ormai pressoché inevitabile, viene usato per coprire tutta la storia di quelle letterature, anche il periodo coloniale, sottolineando la continuità con cui il rapporto con la potenza imperiale ha influenzato l'espressione letteraria, ma additando al tempo stesso il momento decisivo dell'uscita dal colonialismo.

## Il linguaggio del postcolonialismo
Uno dei cardini del saggio è offerto dall'idea d'appropriazione del linguaggio. L'inglese delle letterature postcoloniali non è l'inglese della letteratura inglese.

All'antica sudditanza e alla successiva tensione è subentrata l'appropriazione della lingua dell'Impero, una sua trasformazione che include le varianti idiomatiche e sintattiche, i vocaboli e i ritmi delle lingue locali, il sapore di un linguaggio altro coniato per comunicare una realtà altra. Decisiva è la consapevolezza della necessità e della legittimità d'allontanarsi dall'inglese standard: un liberarsi dal controllo linguistico conquistato in campo politico.

La contrapposizione linguistica si è poi accompagnata a quella letteraria, alla messa in discussione e alla critica dei modelli che un tempo venivano imposti alla madrepatria.

Le letterature postcoloniali, tuttavia, continuano a confrontarsi con il patrimonio culturale dell'antica potenza imperiale (anche perché è nell'esperienza coloniale dell'età dell'Impero che affondano le loro radici). Ne nasce un fenomeno ibrido, che ruota intorno al rapporto dialettico tra sistemi culturali europei e un'ontologia locale, con l'impulso a creare o ricreare un'identità locale indipendente. The Empire writes back sostiene tesi non sempre convincenti e talvolta contraddittorie, ma ciò nonostante rappresenta un contributo critico di basilare importanza, che deve esser apprezzato per l'energia con cui rivendica il valore delle differenze, la dignità linguistica delle variazioni in inglese e la ricchezza letteraria dell'espressione dell'alterità.
Negli anni Novanta, le posizioni espresse in The Empire writes back hanno avuto largo seguito e l'aggettivo è andato ad ornare con sempre maggior frequenza le titolazioni di cattedre universitarie, centri di studio e collane di saggistica – in particolare in Canada e, ciò che più conta, dato il suo potere in termine di posti e di finanziamenti, negli Stati Uniti d'America: the Empire, quello nuovo, strikes back.
Esiste ormai un'agguerritissima scuola che, al di là delle buone intenzioni, si lancia in ardite costruzioni di sistemi critici che spesso appiattiscono in una generica approvazione il valore letterario degli scrittori e delle opere. Le grandi categorie unificanti, per voler tutto comprendere, finiscono a volte con lo spiegare poco; e nel caso degli scrittori australiani, neozelandesi e canadesi suonano come una palese forzatura (d'altronde non è un caso che non si sia mai sentito il bisogno di far ricorso alla categoria del postcoloniale per parlare di un poeta messicano o di un romanziere colombiano).

## Il sentimento postcoloniale
Bachtin faceva notare come le idee più interessanti e coerenti sulla natura del romanzo non fossero quelle dei critici moderni, bensì quelle espresse dai romanzieri stessi nella fase in cui tale genere s'andava affermando.

Forse lo stesso discorso dovrebbe valere per le letterature in inglese. In quest'ambito l'idea più affascinante resta quella di Rushdie: c'è una letteratura in inglese i cui autori sono figli dell'ex-Impero, accomunati dalla medesima lingua letteraria e forti di un patrimonio culturale autonomo. Tuttavia il raggruppamento per grandi aree e per letterature nazionali resta quello più pratico, maggiormente usato e giustificato. Senza volerne far una teoria, ma basandosi su dati di fatto, a partire dalla considerazione che in una prima lunga fase la configurazione di letterature nazionali è stata fondamentale per il riconoscimento della dignità culturale delle letterature in inglese e a partire dalla constatazione di come gli scrittori stessi si vedono: Margaret Atwood non ha alcun dubbio d'esser una scrittrice canadese, così come Nadine Gordimer d'esser una scrittrice sudafricana, Earl Lovelace d'esser uno scrittore caraibico, Vikram Chandra d'esser uno scrittore indiano e Peter Carey di esser australiano. E lo stesso vale per i moltissimi altri che hanno dato vita alla più straordinaria fioritura letteraria inglese dei nostri tempi.